# The Myriad
The Myriad es un grupo musical de Rock alternativo motivados por la fe cristiana evangélica, proveniente de Seattle, Washington (Estados Unidos).

## Miembros

### Actuales
- Jeremy Edwardson – Voz, guitarra
- Jonathan Young – Guitarra
- John Roger Schofield – Bajo
- Steven Tracy – Guitarra, piano, teclado
- Randy Miller - Batería

### Antiguos miembros
- Scott Davis – Batería

## Discografía
- 2005: You Can't Trust a Ladder
- 2008: With Arrows, With Poise